# Crni Vrh (gmina Višegrad)
Crni Vrh (cyr. Црни Врх) – wieś w Bośni i Hercegowinie, w Republice Serbskiej, w gminie Višegrad. W 2013 roku liczyła 10 mieszkańców.